# Юрівка (Коростенський район)
Ю́рівка — село в Україні, в Коростенському районі Житомирської області. Населення становить 289 осіб. Входить до складу Малинської міської громади.

## Історія
Село зазнало обстрілів під час вторгнення Росії в Україну 2022 року.

## Населення

### Мова
Розподіл населення за рідною мовою за даними перепису 2001 року:
| Мова            | Кількість | Відсоток |
| --------------- | --------- | -------- |
| українська      | 285       | 98.62%   |
| російська       | 3         | 1.03%    |
| інші/не вказали | 1         | 0.35%    |
| Усього          | 289       | 100%     |